# Turégano
Turégano è un comune spagnolo di 1 096 abitanti situato nella comunità autonoma di Castiglia e León.
In questa località era allestito dal 2000 il Museo degli Angeli (Museo de los Ángeles), voluto dall'attrice Lucia Bosè, chiuso però dal 3 febbraio 2007.